# 청도 소싸움 축제
청도 소싸움 축제(영어: Cheongdo Bullfighting Festival, 중국어: 淸道鬪牛祝際)는 경상북도 청도군에서 매년 3월 경에 열리는 축제이다. 대한민국 내에서 열리는 소싸움 축제들 중 가장 큰 규모를 자랑한다.
1999년, 대한민국 문화관광부에서 선정한 대한민국의 10대 지역문화관광축제 중 하나이다. 대한민국 내 황소 끼리의 경기 외에도 외국 소와의 친선 경기, 로데오 경기, 초대 가수 콘서트, 디카 사진 콘테스트, 루미나리에 등 다양한 볼거리와 재미로 매년 40만 명 이상의 관광객을 유치하고 있다.
1999년부터 2008년까지 청도군 이서면 서원천변에 개최되었으나, 2009년부터 청도 소싸움 경기장에 개최되고 있다.

## 타이틀 변천사
- 1990 ~ 1994년 : 영남민속 투우대회
- 1995 ~ 1998년 : 전국민속 투우대회
- 1999 ~ 2002년 : 청도 소싸움 축제
- 2003 ~ 2005년 : 청도 국제 소싸움 축제
- 2006년 ~ : 청도 소싸움 축제
  - 1999년에 서기 2자리 수로 표기(예:`99 청도 소싸움 축제)
  - 2000년대부터 서기 4자리 수로 표기된다.(예:20XX 청도 소싸움 축제)

## 연혁
- 1990 ~ 1994년 : 영남 민속투우대회 (1회 ~ 5회) - 투우협회 회원중심 운영
- 1995 ~ 1998년 : 전국민속 투우대회(6회 ~ 9회) - 본격적인 전국규모대회 육성
- 1999년 3월 10일 ~ 3월 14일 : 청도소싸움축제 - 본격적인 전국규모대회 육성
- 2000년 3월 15일 ~ 3월 19일 : 청도소싸움축제 - 일본투우 3두 추가초청. 전국사진촬영대회 등 프로그램다양화
- 2001년 5월 2일 ~ 5월 6일 : 청도소싸움축제 - 국내지역축제 사상 최초 입장료 징수. 소싸움 라이벌전,한일전 등
- 2002년 3월 9일 ~ 3월 17일 : 청도소싸움축제 - 축제기간 5일에서 9일로 연장. 소그림전시회,농경문화체험장 운영
- 2003년 3월 15일 ~ 3월 23일 : 청도국제소싸움대회 - 국제소싸움대회로 명칭 변경. 일본,미국,호주 투우 대결
- 2004년 5월 21일 ~ 5월 25일 : 청도국제소싸움축제 - 상설소싸움경기장 개장 무산으로 축제연기. 축제연기에 따라 무료입장 실시
- 2005년 3월 12일 ~ 3월 16일 : 청도국제소싸움 축제 (16회)
- 2006년 3월 11일 ~ 3월 15일 : 청도소싸움 축제 개최 (17회)
- 2007년 3월 24일 ~ 3월 28일 : 청도소싸움 축제 개최 (18회)
- 2008년 4월 12일 ~ 4월 16일 : 청도소싸움 축제 개최 (19회)
- 2009년 3월 27일 ~ 3월 31일 : 청도소싸움경기장에서 개최 (20회)
- 2010년 3월 17일 ~ 3월 21일 : 청도소싸움경기장에서 개최 (21회)
- 2011년 4월 15일 ~ 4월 19일 : 청도소싸움경기장에서 개최 (22회)
- 2012년 4월 18일 ~ 4월 22일 : 청도소싸움경기장에서 개최 (23회)
- 2013년 4월 17일 ~ 4월 21일 : 청도소싸움경기장에서 개최 (24회)
- 2015년 4월 15일 ~ 4월 19일 : 청도소싸움경기장에서 개최 (2년만의 개최.)[2]
- 2016년 4월 14일 ~ 4월 17일 : 청도소싸움경기장[3]

## 같이 보기
- 진주전국민속투우대회
- 소싸움
- 소